# Мидвил (Пенсилванија)
Мидвил (енгл. Meadville) град је у америчкој савезној држави Пенсилванија. По попису становништва из 2010. у њему је живело 13.388 становника.

## Демографија
Према попису становништва из 2010. у граду је живело 13.388 становника, што је 297 (2,2%) становника мање него 2000. године.
| Група             | 2000.          | 2010.          |
| Белци             | 12.496 (91,3%) | 12.003 (89,7%) |
| Афроамериканци    | 686 (5,0%)     | 675 (5,0%)     |
| Азијати           | 86 (0,6%)      | 148 (1,1%)     |
| Хиспаноамериканци | 152 (1,1%)     | 222 (1,7%)     |
| Укупно            | 13.685         | 13.388         |